# Cyclothea
Cyclothea is een geslacht van vlinders van de familie spanners (Geometridae), uit de onderfamilie Geometrinae.

## Soorten
- C. catathymia Prout, 1934
- C. disjuncta Walker, 1861
- C. exaereta West, 1930